# Recopa d'Europa de futbol 1982-83
La Recopa d'Europa de futbol 1982-83 fou la vint-i-tresena edició de la Recopa d'Europa de futbol de futbol. La final fou guanyada per l'Aberdeen FC davant del Reial Madrid.

## Ronda preliminar
| Equip 1         | Global | Equip 2  | Anada | Tornada |
| --------------- | ------ | -------- | ----- | ------- |
| Aberdeen FC     | 11-1   | FC Sion  | 7-0   | 4-1     |
| Swansea City FC | 3-1    | SC Braga | 3-0   | 0-1     |

## Primera ronda
| Equip 1                      | Global | Equip 2                  | Anada | Tornada |
| ---------------------------- | ------ | ------------------------ | ----- | ------- |
| Coleraine F.C.               | 0-7    | Tottenham Hotspur FC     | 0-3   | 0-4     |
| FC Torpedo Moscou            | 1-1(c) | Bayern de Múnic          | 1-1   | 0-0     |
| Aberdeen FC                  | 1-0    | KS Dinamo Tirana         | 1-0   | 0-0     |
| ÍBV                          | 0-4    | Lech Poznań              | 0-1   | 0-3     |
| Swansea City FC              | 17-0   | Sliema Wanderers         | 12-0  | 5-0     |
| PFC Lokomotiv Sofia          | 2-5    | Paris Saint-Germain FC   | 1-0   | 1-5     |
| Dynamo Dresden               | 4-4(c) | B93                      | 3-2   | 1-2     |
| K. Waterschei S.V. Thor Genk | 8-1    | FA Red Boys Differdange  | 7-1   | 1-0     |
| Galatasaray SK               | 3-2    | Kuusysi Lahti            | 2-1   | 1-1     |
| FK Austria Wien              | 3-2    | Panathinaikos FC         | 2-0   | 1-2     |
| Lillestrøm S.K.              | 0-7    | Estrella Roja de Belgrad | 0-4   | 0-3     |
| FC Barcelona                 | 9-1    | Apollon Limassol FC      | 8-0   | 1-1     |
| Limerick FC                  | 1-2    | AZ Alkmaar               | 1-1   | 0-1     |
| Inter Milan                  | 3-2    | Slovan Bratislava        | 2-0   | 1-2     |
| FC Baia Mare                 | 2-5    | Reial Madrid             | 0-0   | 2-5     |
| IFK Göteborg                 | 2-4    | Újpesti Dózsa            | 1-1   | 1-3     |

## Segona ronda
| Equip 1                  | Global | Equip 2                      | Anada | Tornada |
| ------------------------ | ------ | ---------------------------- | ----- | ------- |
| Tottenham Hotspur FC     | 2-5    | Bayern de Múnic              | 1-1   | 1-4     |
| Aberdeen FC              | 3-0    | Lech Poznań                  | 2-0   | 1-0     |
| Swansea City FC          | 0-3    | Paris Saint-Germain FC       | 0-1   | 0-2     |
| B93                      | 1-6    | K. Waterschei S.V. Thor Genk | 0-2   | 1-4     |
| Galatasaray SK           | 3-4    | FK Austria Wien              | 2-4   | 1-0     |
| Estrella Roja de Belgrad | 3-6    | FC Barcelona                 | 2-4   | 1-2     |
| AZ Alkmaar               | 1-2    | Inter Milan                  | 1-0   | 0-2     |
| Reial Madrid             | 4-1    | Újpesti Dózsa                | 3-1   | 1-0     |

## Quarts de final
| Equip 1                | Global | Equip 2                      | Anada | Tornada |
| ---------------------- | ------ | ---------------------------- | ----- | ------- |
| Bayern de Múnic        | 2-3    | Aberdeen FC                  | 0-0   | 2-3     |
| Paris Saint-Germain FC | 2-3    | K. Waterschei S.V. Thor Genk | 2-0   | 0-3(pr) |
| FK Austria Wien        | 1(c)-1 | FC Barcelona                 | 0-0   | 1-1     |
| Inter Milan            | 2-3    | Reial Madrid                 | 1-1   | 1-2     |

## Semifinals
| Equip 1         | Global | Equip 2                      | Anada | Tornada |
| --------------- | ------ | ---------------------------- | ----- | ------- |
| Aberdeen FC     | 5-2    | K. Waterschei S.V. Thor Genk | 5-1   | 0-1     |
| FK Austria Wien | 3-5    | Reial Madrid                 | 2-2   | 1-3     |

## Final
A Göteborg, l'Aberdeen es convertí en el tercer equip escocès a guanyar un títol europeu (després del Celtic de Glasgow i el Glasgow Rangers). Sota una pluja insistent, l'Aberdeen derrotà el Reial Madrid per 2 gols a 1, resultat que es repetia per tercera vegada consecutiva en una final de la Recopa d'Europa de futbol.
| Aberdeen FC                      | 2 – 1 | Reial Madrid |
| -------------------------------- | ----- | ------------ |
| Eric Black 7' · John Hewitt 112' |       | Juanito 14'  |

| Guanyador de la Recopa d'Europa 1982-83 |
| --------------------------------------- |
| Aberdeen FC Primer títol                |